# 성수고등학교 (서울)
성수고등학교(聖水高等學校)는 대한민국 서울특별시 성동구 성수동1가에 있는 공립 고등학교이다.

## 학교 연혁
- 2008년 12월 31일 : 성수고등학교 24학급 설립 인가
- 2009년 3월 1일 : 초대 김성렬 교장 취임
- 2009년 3월 2일 : 제1회 입학식(일반 9학급, 특수 1학급)
- 2012년 2월 7일 : 제1회 졸업식(299명)
- 2019년 1월 31일 : 제8회 졸업식(262명, 누계 2,549명)
- 2022년 3월 1일 : 제5대 인치종 교장 취임
- 2023년 2월 7일 : 제12회 졸업식(168명)

## 참고 자료
- 성수고등학교 - 한국교육학술정보원 학교알리미